# 疏毛杜鹃
疏毛杜鹃（学名：Rhododendron dignabile），为杜鹃花科杜鹃花属下的一个植物种。